# Schmuckhand

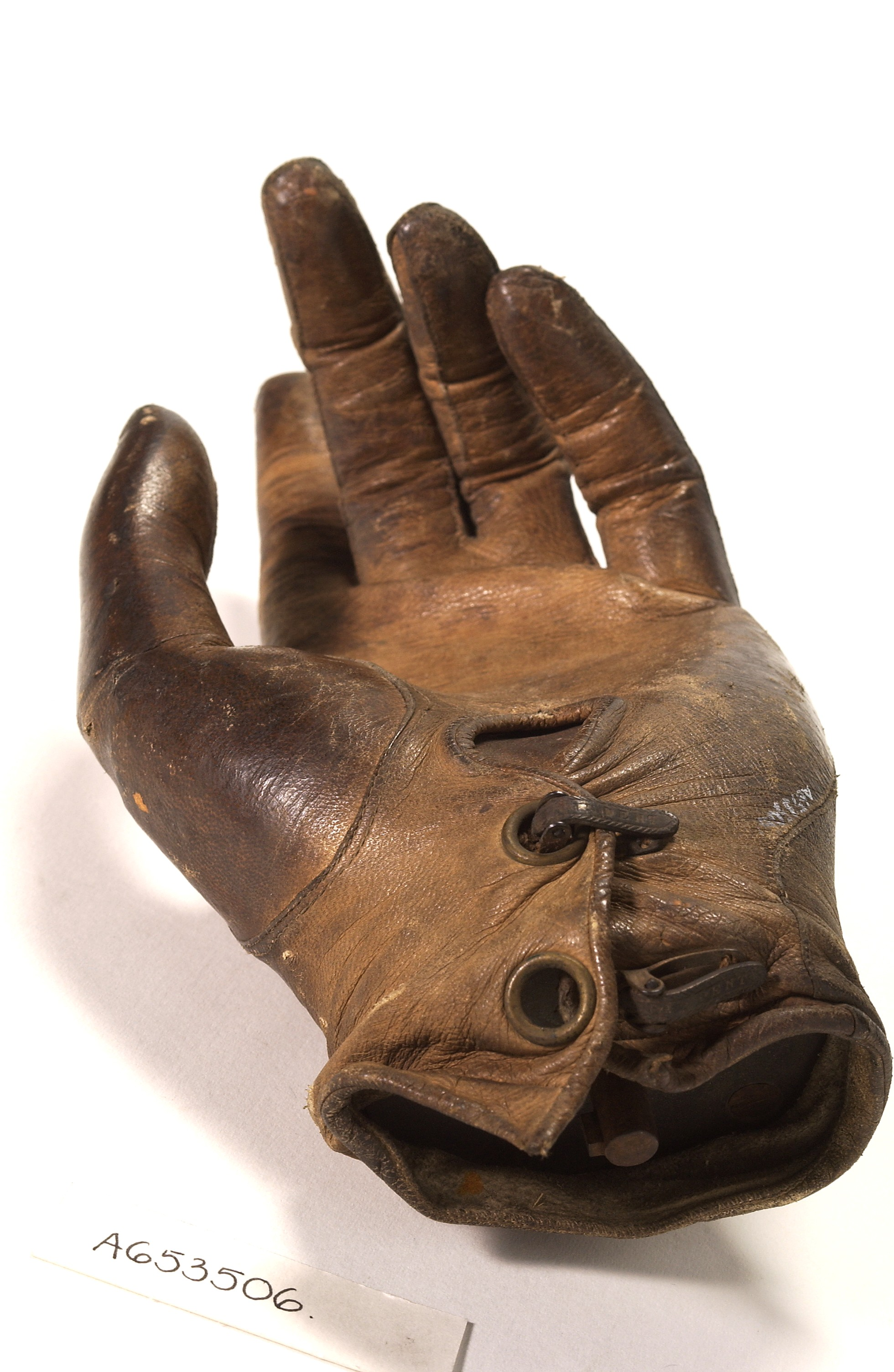
Die Hand ist aus Holz gefertigt und mit einem engen Lederhandschuh überzogen. Daumen, Zeigefinger und Mittelfinger sind beweglich und können zum Greifen von Gegenständen bewegt werden. Die Hand wird in den Prothesen-Stumpf eingeschraubt.

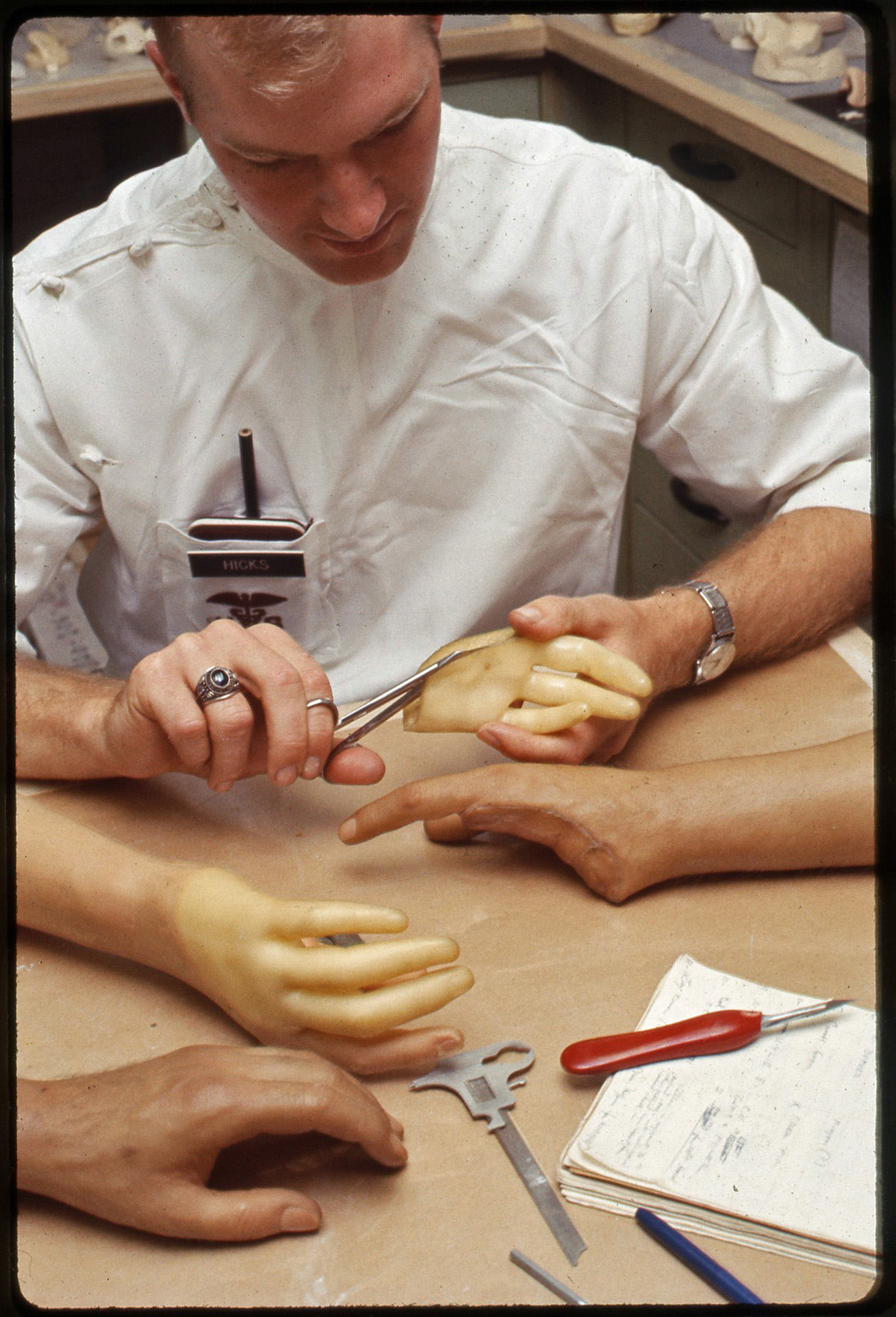
Bearbeitung von Schmuckhand-Prothesen (1966)

Eine Schmuckhand (auch Habitusprothese o. passive Prothese) ist eine Armprothese, die  nicht aktiv genutzt werden kann, sondern nur das verlorengegangene Glied möglichst naturgetreu ersetzen soll. Dabei stand meistens der kosmetische Zweck im Vordergrund. Die älteste Prothese, die bisher gefunden wurde, diente ebenfalls hauptsächlich als kosmetischer Ersatz des Zehs (600 v. Chr.).
Selbst bei den ersten Kunsthänden orientierte man sich, soweit man konnte, an der gesunden Extremität der Gegenseite.

## Material
Als Material benutzte man harzgetränktes Baumwollgewebe. Später verwendete man zunehmend Eisenblech, welches später von Aluminium und Leichtmetallen abgelöst wurde. Jedoch bereitete das Gewicht fortlaufend größere Probleme, daher griff man ab dem 19. Jahrhundert auch zu Holzarten wie Buchsbaum, Spillbaum, Ahorn-,  Linden- und Zirbelholz. Jedoch gab es in dem Bereich der Schmuckhände selbst nur wenig Entwicklung, da man sich hauptsächlich mit dem Aspekt der Gewichtsreduzierung beschäftigte. Vereinzelt wird bei Teilprothesen (zum Beispiel einzelnen Fingern) auch Silikon verwendet.

## Beispiele
Ein Beispiel für eine besondere Schmuckhand ist „die Hand von Lamzweerde“ aus dem 17. Jahrhundert. Diese Schmuckhand war eine gebrannte Prothese aus Leder, also eigentlich nur ein steifer Lederhandschuh, der aber zum Führen einer Schreibfeder geeignet war. Dies war möglich, da die Schmuckhand besonders leicht gebaut wurde, sodass der Benutzer recht einfach mit dieser Hand umgehen konnte und zwischen den Fingern eine Feder befestigt werden konnte.